# Asenovgrado
Asenovgrado (em búlgaro: Асеновград) é uma cidade da Bulgária localizada no distrito de Plovdiv.

## História
Asenovgrado foi originalmente fundada pelos trácios como Estenimaos, por volta de 400-300 a.C. Em 72 a.C., a cidade foi capturada por tropas da República Romana como parte da expansão romana em direção ao Mar Negro. Após um longo período de paz, a cidade foi destruída pelos Godos em 251, e reconstruída depois. Em 395, o Império Romano foi dividido em dois e a cidade ficou sob domínio bizantino. Depois, até cerca do ano 700, os eslavos povoaram a região e se tornaram a maioria da população.
Durante as guerras entre a Bulgária e o Império Bizantino, a cidade tornou-se uma grande fortaleza militar para os búlgaros. Devido ao agravamento das relações com o Reino Latino de Constantinopla, em 1230 o tsar búlgaro João Asen II fortificou a cidade e por esta razão a cidade foi nomeada em sua homenagem em 1934 (literalmente cidade de Asen). Após a Bulgária ser ocupada pelos turcos, ela foi denominada Estanima pelos muçulmanos, que hoje em dia constituem 20% da população da cidade, o resto sendo ortodoxo.
Asenova krepost, uma fortaleza búlgara medieval localizada a poucos quilômetros de Asenovgrado é o símbolo da cidade.

## População
| Asenovgrad | Asenovgrad | Asenovgrad | Asenovgrad | Asenovgrad | Asenovgrad | Asenovgrad | Asenovgrad | Asenovgrad | Asenovgrad | Asenovgrad | Asenovgrad | Asenovgrad | Asenovgrad | Asenovgrad | Asenovgrad | Asenovgrad | Asenovgrad | Asenovgrad | Asenovgrad |
| --- | ---------- | ---------- | ---------- | ---------- | ---------- | ---------- | ---------- | ---------- | ---------- | ---------- | ---------- | ---------- | ---------- | ---------- | ---------- | ---------- | ---------- | ---------- | ---------- |
| Ano | 1887       | 1910       | 1934       | 1946       | 1956       | 1965       | 1975       | 1985       | 1992       | 2001       | 2002       | 2003       | 2004       | 2005       | 2006       | 2007       | 2008       | 2009       | 2010       |
| População | ??         | ??         | ??         | 20,952     | 25,265     | 37,433     | 42,962     | 47,143     | 52,360     | 51,936     | 52,104     | 52,133     | 52,090     | 52,098     | 52,036     | 51,979     | 51,819     | 51,760     | 51,499     |
| Fontes: Instituto Nacional de Estatísticas, „citypopulation.de“, „pop-stat.mashke.org“, Bulgarian Academy of Sciences |            |            |            |            |            |            |            |            |            |            |            |            |            |            |            |            |            |            |            |